# 2-я Тверская-Ямская улица
2-я Тверска́я-Ямска́я у́лица — улица в Центральном административном округе города Москвы на территории Тверского района. Улица начинается от Оружейного переулка. Нумерация домов ведётся от Оружейного переулка.

## Происхождение названия
Название XVI века дано по Тверской ямской слободе, которая появилась здесь ещё при Иване Грозном и сохранялась почти до конца XIX века. По имени Тверской ямской слободы назван ещё ряд улиц и переулков, различающихся порядковыми номерами: 1-я Тверская-Ямская улица, 3-я Тверская-Ямская улица, 4-я Тверская-Ямская улица, 1-й Тверской-Ямской переулок, 2-й Тверской-Ямской переулок.
Ранее называлась также Малой Тверской-Ямской улицей. На протяжении XIX в. (до 1890-го г.) на картах Москвы использовалось оба названия. Улица относилась к Сущёвской части (на картах, на которых улица называется 2-й Тверской-Ямской, также существует и другая 2-я Тверская-Ямская улица, которая относилась к Пресненской части):
1843 – Малая Тверская-Ямская улица.
1848 – Малая Тверская-Ямская улица.
1852 – Вторая Тверская-Ямская улица (Сущёвской части).
1853 – Малая Тверская Ямская улица.
1860 – Малая Тверская-Ямская улица.
1871 – 2-я Тверская-Ямская улица (Сущёвской части).
1872 – Малая Тверская-Ямская улица.
1878 – Малая Тверская-Ямская улица.
1885 – Малая Тверская-Ямская улица.
С 1890 года, после того, как 2-я Тверская-Ямская улица (Пресненской части) получила название Брестской, за улицей закрепляется название 2-я Тверская-Ямская.

## История
Жившие в Тверской ямской слободе, занимавшей большое пространство с обеих сторон от Тверской дороги, ямщики обеспечивали перевозку почты, пассажиров и грузов вначале по тракту Москва-Тверь, потом Москва-Санкт-Петербург. Слобода сохраняла свой характер до второй половины XIX века, но после окончания ямской гоньбы и строительства в 1870 году Смоленского (ныне Белорусского) вокзала началась активная застройка района Тверских-Ямских улиц.

## Здания и сооружения
- № 8/9, стр. 1 — офисное здание (1999, архитекторы Н. Бирюков, А. Воронцов, Н. Бункина)[12].
- № 18 — Музей русской гармоники А. Мирека.
- № 20-22 — Музей АЗ
- № 38,  памятник архитектуры (вновь выявленный объект) — Жилой дом Сахаротреста (1931, арх. О. А. Стапран);
- № 52,  памятник архитектуры (региональный) — Московское подворье Спасо-Преображенского Валаамского монастыря:
  - главный корпус с храмом Святых Преподобных Сергия и Германа Валаамских чудотворцев и часовней Святого Благоверного князя Александра Невского (1900—1901, архитектор А. И. Рооп);
  - по переулку Александра Невского: келейный корпус (1913, архитектор А. И. Рооп).

## Известные жители
- В доме № 54, по состоянию на июнь 2009 года, проживает лидер КПРФ Геннадий Зюганов. Здесь же, до начала 1990-х годов, жил будущий первый президент России Борис Ельцин и некоторые другие руководители КПСС[13].